# Islas Samuel
Las islas Samuel (en inglés: Samuel Islands) son un grupo de pequeñas islas y rocas situadas cerca de la costa sur de Georgia del Sur, a unos 1,6 km al oeste-suroeste de Nilse Hullet y a 3,2 km al este-sureste de punta Klutschak. Encuestados por el SGS en el período 1951-1957, fue nombrado por el Comité Antártico de Lugares Geográficos del Reino Unido (UK-APC) después de que el colector Don Samuel, construido en 1925 y más tarde propiedad de la Compañía Argentina de Pesca, en Grytviken, se hundió en las proximidades de estas islas en 1951.
La isla es administrada por el Reino Unido como parte del territorio de ultramar de las Islas Georgias del Sur y Sandwich del Sur, pero también es reclamada por la República Argentina que la considera parte del Departamento Islas del Atlántico Sur dentro de la provincia de Tierra del Fuego, Antártida e Islas del Atlántico Sur.